# 쿠바 (포르투갈)

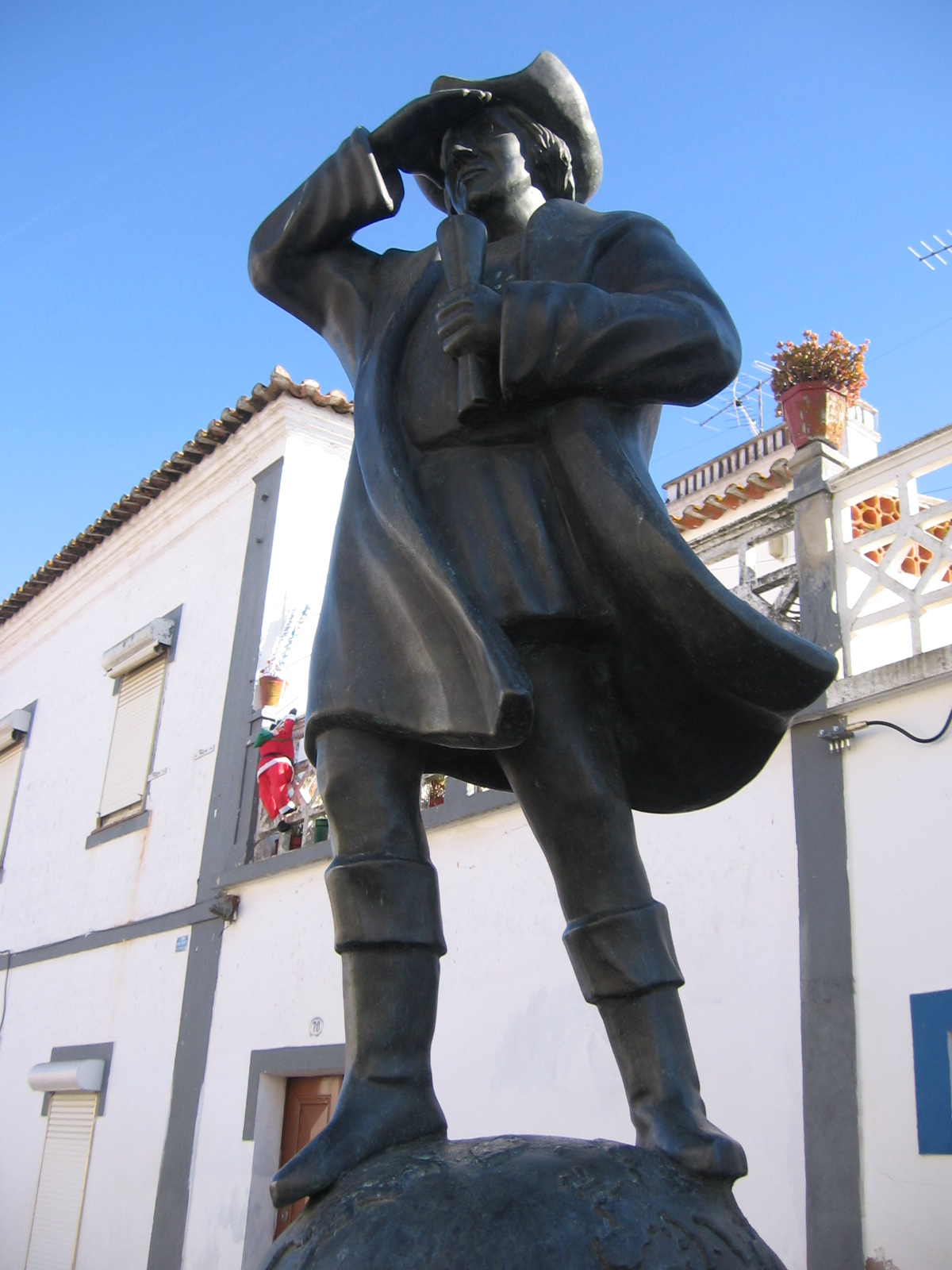
쿠바에 세워진 크리스토퍼 콜럼버스 동상

쿠바의 위치

쿠바(포르투갈어: Cuba)는 포르투갈 베자 현에 위치한 도시로 면적은 172.09km2, 인구는 4,878명(2011년 기준), 인구 밀도는 28명/km2이다.

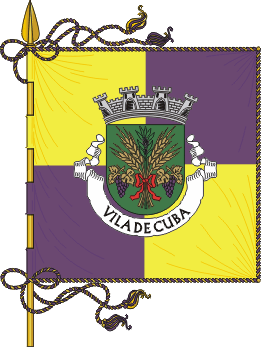
시기
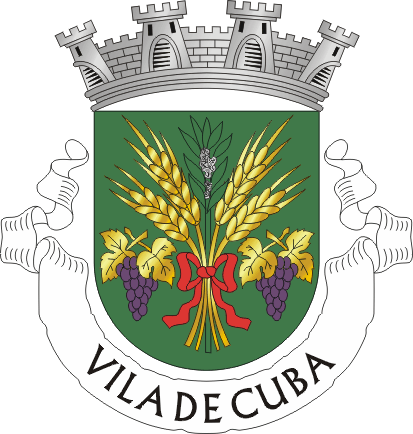
시 문장